# Valle Scappuccia
Valle Scappuccia este o arie protejată (arie specială de conservare — SAC, sit de importanță comunitară — SCI) din Italia întinsă pe o suprafață de 289 ha, integral pe uscat.

## Localizare
Centrul sitului Valle Scappuccia este situat la coordonatele 43°26′53″N 12°56′00″E / 43.448056°N 12.933333°E.

## Înființare
Situl Valle Scappuccia a fost declarat sit de importanță comunitară în iunie 1995 pentru a proteja 9 specii de animale. Situl a fost protejat și ca arie specială de conservare în aprilie 2016.

## Biodiversitate
Situată în ecoregiunea continentală, aria protejată conține 9 habitate naturale: Pseudostepă cu ierburi și specii anuale de Thero-Brachypodietea, Păduri de Quercus ilex și Quercus rotundifolia, Păduri de stejar alb estice, Pajiști uscate seminaturale și facies de acoperire cu tufișuri pe substraturi calcaroase (Festuco-Brometalia) (* situri importante pentru orhidee), Formațiuni de Juniperus communis pe lande sau pajiști calcaroase, Păduri de fag din Apenini cu Taxus și Ilex, Peșteri inaccesibile publicului, Pajiști carstice calcaroase sau bazofile, de Alysso-Sedion albi, Păduri termofile cu Fraxinus angustifolia.
La baza desemnării sitului se află mai multe specii protejate:
- păsări (5): șorecarul comun (Buteo buteo), porumbel gulerat (Columba palumbus), vânturel roșu (Falco tinnunculus), sfrâncioc roșiatic (Lanius collurio), Tachymarptis melba
- amfibieni (2): Bombina pachypus, Salamandrina terdigitata
- nevertebrate (2): croitorul mare al stejarului (Cerambyx cerdo), rădașcă (Lucanus cervus)

Pe lângă speciile protejate, pe teritoriul sitului au mai fost identificate 2 specii de plante, 3 specii de păsări, 1 specie de mamifere.